# Condilul occipital
Condilii occipitali (Condylus occipitalis) sunt două proeminențe aflate pe fețele exocraniane (inferioare) a porțiunilor laterale ale osului occipital. Au o formă ovală sau reniformă (asemănătoare cu un rinichi) cu axurile mari convergente antero-medial așa încât vârfurile anterioare ale condililor tind să se întâlnească antrior. Condilii occipitali au o față articulară convexă care se articulează cu fața articulară superioară a atlasului (Facies articularis superior atlantis).